# Istocheta steinbergi
Istocheta steinbergi là một loài ruồi trong họ Tachinidae.